# Acer Liquid S100
Acer Liquid S100 (A1) är en mobiltelefon från Acer i Taiwan släppt i december 2009 i Storbritannien. Liquid S100 är den första mobiltelefonen från Acer som använde operativsystemet Android med stöd av Google. Det är också världens första Androidtelefon som använde en Snapdragon-processor.

## Specifikation

### Hårdvara
Acer Liquid A1 har en 3,5-tums TFT-kapacitiv pekskärm, 768 MHz Scorpion Qualcomm Snapdragon S1-processor, 256 MB RAM och 512 MB internt minne som kan utökas med mikroSD-kort upp till 32 GB. Telefonen har ett 1 350 mAh Li-ion batteri, 5 megapixel bakre kamera utan selfiekamera. Den finns i färgerna svart, vit, röd.

### Programvara
Acer meddelade sin avsikt att släppa en uppdatering för Acer Liquid under första halvåret 2010 som skulle uppgradera Android OS 1.6-versionen till version 2.1 (Eclair). Uppdateringen kom slutligen i juli 2010.